# Naoya Shibamura
Naoya Shibamura (født 11. september 1982) er en japansk professionel fodboldspiller.